# Громова вулиця (Костянтинівка)
Громова — одна з головних вулиць Костянтинівки, розташована на лівобережній частині міста та проходить через 6 районів. Довжина — 3,7 км, напрямок — з північного заходу на південний схід. Починається від Червоного містечка і закінчується на мікрорайоні «Нульовий».
До Громова прилучаються вулиці Абрамова, Дзеркальна (Шмідта), Степана Бандери (Леваневського), Європейська, Миротворців (Інтернаціоналістів), Ініціативна, 6 вересня, Маркіяна Шашкевича (Хабаровська), Єреванська та бульвар Космонавтів.

## Опис
Вулиця Громова — це протяжна артерія, названа на честь видатного льотчика М. М. Громова, яка простягається на кілька кілометрів і з'єднує різні райони та квартали міста Костянтинівки.
Характеристики вулиці Громова включають широкі тротуари, зелені насадження та доглянуті прогулянкові зони, що створюють комфортні умови для прогулянок та активного відпочинку. Тут розташовані також багатоповерхові житлові будинки, які забезпечують зручне проживання для місцевих мешканців.
Вулиця Громова вважається однією з найбільш оживлених у Костянтинівці завдяки різноманіттю розважальних та комерційних закладів. На ній можна знайти багато дитячих майданчиків, магазинів, кафе, ресторанів та інших об'єктів комерційної інфраструктури, що приваблюють як місцевих мешканців, так і гостей міста.
Перевагою вулиці Громова є також сприятливе транспортне розташування, оскільки тут проходять маршрути громадського транспорту, які забезпечують зручне сполучення між різними районами міста.

## Ракетні удари
| Дата       | Час    | Адреса                               | Мікрорайон        | Тип зброї | Знищені об'єкти                                               | Пошкоджені об'єкти | Загиблі | Поранені |
| ---------- | ------ | ------------------------------------ | ----------------- | --------- | ------------------------------------------------------------- | --- | ------- | -------- |
| 07.05.2022 | ~07:00 | Громова 21а                          | Південний         | С-300     | Головний корпус Костянтинівського вищого професійного училища | — | 2       | 9        |
| 06.08.2022 | ~23:40 | Громова 48                           | 7 вітрів          | С-300     | Багатоповерховий будинок                                      | ~6 багатоповерхових будинків | немає   | 7        |
| 25.02.2024 | ~00:58 | Громова 21б                          | Південний         | С-300     | Корпус Костянтинівського вищого професійного училища          | — | —       | —        |
| 10.06.2024 | ~23:11 | Громова 34а                          | Сонячний          | КАБ-500   | Будівля АТС                                                   | 16 багатоповерхових будинків, котельня, заклад освіти, електротрансформатор.                                                                  | немає   | 5        |
| 08.08.2024 | ~11:57 | вулиця Громова / бульвар Космонавтів | 7 вітрів/Сонячний | Гром-1    | —                                                             | 10 багатоповерхівок, будівля СТО, приміщення АЗС, будівля торгівельного центру, автомобільна стоянка, 18 автівок.                             | немає   | немає    |
| 09.08.2024 | ~11:04 | Громова 55                           | 7 вітрів          | Х-38      | Гіпермаркет «ЕКО-Маркет»                                      | 4 приватні будинки, 9 магазинів, торгівельні павільйони, автомийка, відділення «Нової пошти», 12 цивільних автомобілів.                       | 14      | 44       |
| 22.02.2025 | ~07:30 | Громова 2                            | Нульовий          | ФАБ-250   | Багатоповерховий будинок                                      | 5 фасадів багатоквартирних будинків, 8 фасадів приватних будинків, 15 гаражних приміщень, 2 легкових автомобілі, автостоянка, лінія газогону. | 1       | 2        |
| 22.02.2025 | ~07:30 | Громова 31д                          | Сонячний          | ФАБ-250   | Автостоянка                                                   | 5 фасадів багатоквартирних будинків, 4 фасади приватних будинків, гаражне приміщення, 4 легкових автомобілі, 2 мікроавтобуси, фасад магазину. | немає   | 1        |

## Автопарковки
На вулиці Громова розташовано 17 автопарковок.